# Taeniorrhiza
Taeniorrhiza é um género botânico pertencente à família das orquídeas (Orchidaceae).